# Ting-Prisen
Ting-Prisen uddeles hvert år af netavisen Altinget.dk og gives til en dansk politiker med særlig evne til at kommunikere sin politik, så Christiansborg kommer tættere på vælgerne.

## Modtagere af prisen
- 2004: Lene Espersen (K)[1]
- 2005: Helle Thorning-Schmidt (S)[2]
- 2006: Villy Søvndal (SF)[3]
- 2007: Pia Kjærsgaard (DF)[4]
- 2008: Morten Østergaard (R)[5]
- 2009: Bertel Haarder (V)[6]
- 2010: Søren Pind (V)[7]
- 2011: Johanne Schmidt-Nielsen (EL)[8]
- 2012: Mette Frederiksen (S)[9]
- 2013: Henrik Sass Larsen (S)[10]
- 2014: Pia Kjærsgaard (DF)[11]
- 2015: Uffe Elbæk (Å)[12]
- 2016: Zenia Stampe (R)[13]
- 2017: Lars Løkke Rasmussen (V)[14]
- 2018: Margrethe Vestager (R)[15]
- 2019: Mattias Tesfaye (S)[16]
- 2020: Mette Frederiksen (S) fik prisen for anden gang. Det var primært "for at kommunikere klart om corona".[17]
- 2021: Karsten Lauritzen (V) fik prisen for "for modig og reflekterende kommunikation".[18]
- 2022: Pelle Dragsted (EL)[19]
- 2023: Alex Vanopslagh (LA)[19]
- 2024: Kira Marie Peter-Hansen (SF)[20]